# Holoskiv, Camenița
Holoskiv (în ucraineană Голосків) este localitatea de reședință a comunei Holoskiv din raionul Camenița, regiunea Hmelnîțkîi, Ucraina.

## Demografie
Componența lingvistică a localității Holoskiv
     Ucraineană (99,4%)
     Alte limbi (0,6%)
Conform recensământului din 2001, majoritatea populației localității Holoskiv era vorbitoare de ucraineană (99,4%), existând în minoritate și vorbitori de alte limbi.